# (17087) 1999 JC19
A (17087) 1999 JC19 a Naprendszer kisbolygóövében található aszteroida. A LINEAR projekt keretében fedezték fel 1999. május 10-én.